# Chabestan (architecture)
Pour les articles homonymes, voir Chabestan (homonymie).
Un chabestan (ou shabestan, ou shabistan ; en persan : شبستان / šabestân), est un espace enterré ou semi-enterré qui est habituellement rencontré dans l'architecture traditionnelle des mosquées, des maisons et des écoles (madreseh) en Perse (Iran).

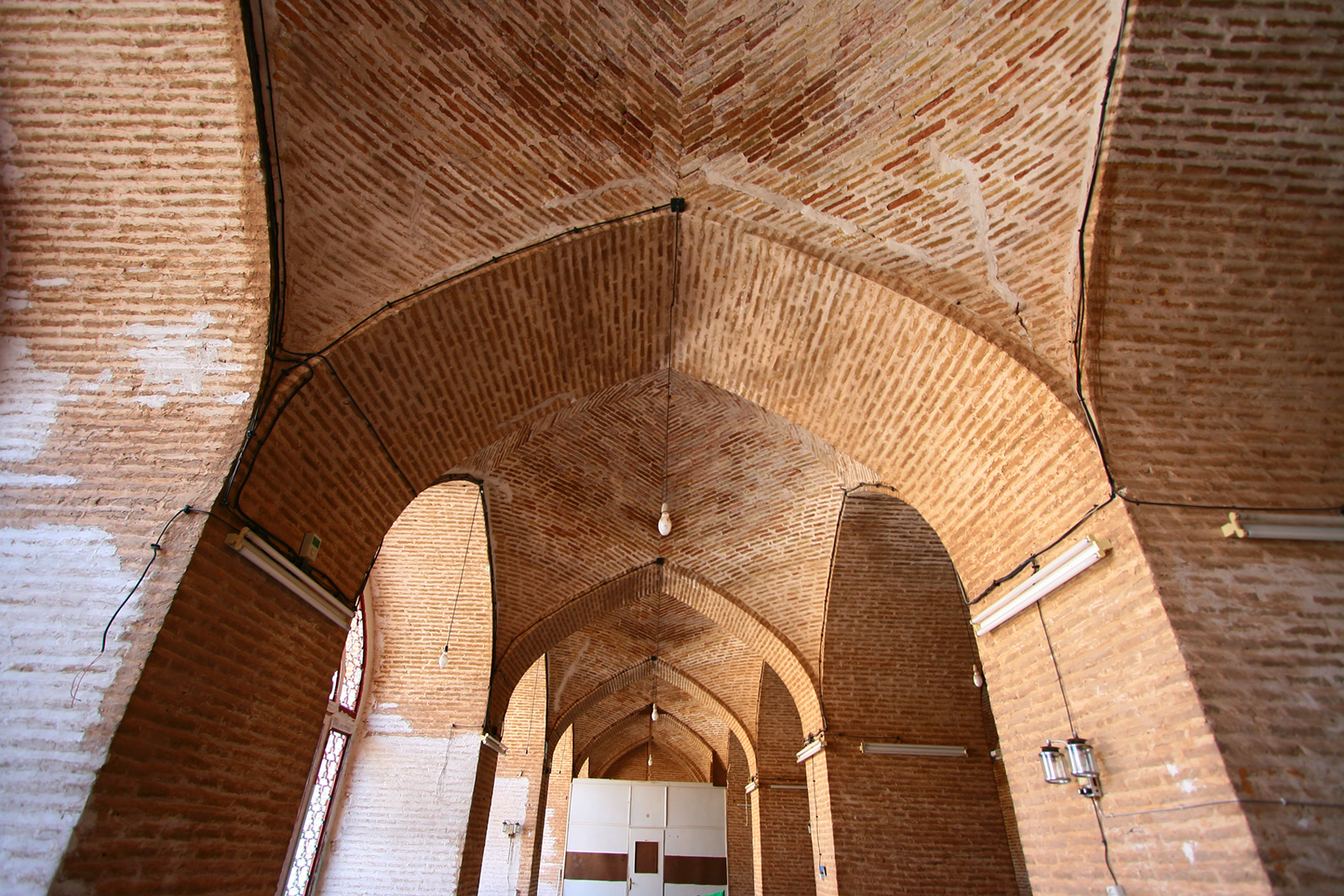
Chabestan.

Ces espaces étaient utilisés en été et étaient ventilés par des badguirs et des qanats.